# منطقه کوسکو
منطقه کوسکو (به اسپانیایی: Cusco Region) یک منطقه در پرو است.
مساحت این منطقه ۷۱۹۸۶ کیلومتر مربع و جمعیت آن ۱۱۷۱۵۰۳ نفر است.
این شهر از قرن سیزدهم تا فتح اسپانیا در قرن شانزدهم پایتخت امپراتوری اینکاها بود. کوسکو در سال ۱۹۸۳ توسط یونسکو با عنوان «شهر کوسکو» به عنوان میراث جهانی معرفی شد. این شهر به یک مقصد اصلی گردشگری تبدیل شده است و سالانه میزبان بیش از ۲ میلیون بازدید کننده است و امکان عبور و مرور به خرابه‌های متعدد اینکاها، مانند ماچو پیچو، یکی از هفت عجایب مدرن جهان و دیگران را فراهم می‌کند. قانون اساسی پرو (۱۹۹۳) این شهر را به عنوان پایتخت تاریخی پرو تعیین می‌کند. این شهر اغلب «رم آمریکا» نامیده می‌شود.

## املا و ریشه‌شناسی
نام بومی این شهر قوسقو است. اگرچه این نام در زبان کچوای جنوبی استفاده می‌شد، اما منشأ آن در زبان آیمارا است. این کلمه از عبارت qusqu wanka ("سنگ جغد") گرفته شده است که مربوط به اسطوره بنیاد شهر در مورد خواهران و برادران عیار است. طبق این افسانه، عیار اوقا (Ayar Auca) بال‌هایی به دست آورد و به محل شهر آینده پرواز کرد. در آنجا او را به صخره ای تبدیل کردند تا نشانی از تصاحب زمین توسط آیلو ("نسب") او باشد:
سپس عیار اوچه برخاست، یک جفت بال بزرگ نشان داد و گفت که او باید به عنوان یک بت در گواناکور بماند تا با پدرشان خورشید صحبت کند. سپس به بالای تپه رفتند. اکنون عیار اوچه در محلی که قرار بود به عنوان یک بت باقی بماند، چنان به آسمان بلند شد که نتوانستند او را ببینند. او برگشت و به عیار مانکو گفت که از آن به بعد قرار است نامش را مانکو کاپاک بگذارند. عیار اوچه از جایی که خورشید بود آمد و خورشید دستور داده بود که عیار مانکو آن نام را برگزید و به شهری که دیده بودند برود. پس از بیان این مطلب توسط بت، عیار اوچه با بال‌های خود به سنگ تبدیل شد. بعدها Manco Capac با Ayar Auca به محل سکونت آنها رفت … او مکانی را که اکنون در این شهر کوزکو اشغال کرده بود دوست داشت. مانکو کاپاک و همراهش با کمک چهار زن خانه ای ساختند. پس از انجام این کار، مانکو کاپاک و همراهش به همراه چهار زن، زمینی را با ذرت کاشتند. می‌گویند ذرت را از غار بردند که این لرد مانکو کاپاک آن را پاکاریتامبو نامید که به معنای مبدأ است زیرا … از آن غار بیرون آمدند.
فاتحان اسپانیایی (سربازان اسپانیایی) نام محلی را برگزیدند و آن را بر اساس آوایی اسپانیایی به عنوان کوزکو یا کمتر اوقات کوزکو رونویسی کردند. کوزکو املای استاندارد در اسناد رسمی و تواریخ در دوران استعمار بود، اگرچه کوسکو نیز استفاده می‌شد. به نظر می‌رسد کوزکو، که در اسپانیایی قرن شانزدهم تلفظ می‌شود، تقریبی نزدیک به تلفظ کوسکو کچوا این نام در آن زمان بوده است.
از آنجایی که تلفظ اسپانیایی و کچوا از آن زمان به بعد تکامل یافته است، تلفظ اسپانیایی 'z' دیگر به‌طور کلی به تلفظ کچوا نزدیک نیست. در سال ۱۹۷۶، شهردار شهر فرمانی را امضا کرد که در آن املای سنتی ممنوع شد و دستور استفاده از املای جدید، کوسکو، در نشریات شهرداری صادر شد. ۱۹ سال بعد، در ۲۳ ژوئن ۱۹۹۰، مقامات محلی املای جدیدی را رسمیت دادند که بیشتر به کچوا، قوسقو مرتبط بود، اما دولت‌های بعدی از آن پیروی نکردند.
هیچ املای رسمی و بین‌المللی برای نام شهر وجود ندارد. در نشریات انگلیسی زبان هر دو را می‌توان یافت. فرهنگ لغت انگلیسی آکسفورد و دیکشنری مریام وبستر «کوسکو» را ترجیح می‌دهند، و در نوشته‌های علمی «کوسکو» بیشتر از «کوسکو» استفاده می‌شود. کد فرودگاه بین‌المللی شهر CUZ است که منعکس کننده املای قبلی اسپانیایی است.